# Jürgen Drescher
Jürgen Drescher (* 1955 in Karlsruhe) ist ein deutscher Bildhauer. Jürgen Drescher studierte von 1979 bis 1984 bei Klaus Rinke an der Kunstakademie Düsseldorf und lehrte dort später als Professor.
Er ist Bildhauer und zeigt überdies Videos, Texte und Installationen.

## Ausstellungen (Auswahl)

### Einzelausstellungen
- 2013: Jürgen Drescher dig it, Badischer Kunstverein, Karlsruhe

### Gruppenausstellungen
- 1984: Galerie Beyer & Renzel, Düsseldorf
- 1987: documenta 8, Kassel
- 1990: Biennale di Venezia, Venedig
- 1996: Minenfeld, Neuer Aachener Kunstverein, Aachen
- 2000: Kabinett der Zeichnung, Kunstverein für die Rheinlande und Westfalen, Düsseldorf, Württembergischer Kunstverein Stuttgart, Kunstsammlungen Chemnitz
- 2000: einräumen – Arbeiten im Museum, Hamburger Kunsthalle, Hamburg
- 2005: Lichtkunst aus Kunstlicht, ZKM | Zentrum für Kunst und Medientechnologie, Karlsruhe
- 2006: Faster! Bigger! Better!, ZKM | Zentrum für Kunst und Medientechnologie Karlsruhe, Karlsruhe
- 2008: Zeitblick–Ankäufe aus der Sammlung Zeitgenössischer Kunst der Bundesrepublik Deutschland 1998–2008, Martin-Gropius-Bau, Berlin
- 2009: Jürgen Drescher & Emanuel Wadé, Kunstverein Schwerte, Schwerte
- 2011: From Trash To Treasure – Vom Wert des Wertlosen in der Kunst Kunsthalle zu Kiel, Kiel
- 2012: Goldrausch, Kunsthalle Nürnberg, Nürnberg
- 2013: Goldrausch – Gegenwartskunst aus, mit oder über Gold, Villa Merkel, Esslingen am Neckar
- 2015: Björn Braun, Vajiko Chachkhiani, Jürgen Drescher, Diango Hernández, Laura Lamiel, Galerie Kadel Willborn, Düsseldorf[5]